# Melasma
Melasma é uma distúrbio pigmentar da pele caracterizada por manchas escuras na pele. Ocorre principalmente no rosto, mas pode ocorrer em outros segmentos do corpo. Ocorre mais frequentemente em mulheres. Acontece em cerca de dez por cento nos homens. Quando as manchas aparecem na gravidez, dá-se o nome de cloasma. Melasma é uma consequência de aumento de melanina na pele.
Clinicamente o melasma se carateriza por manchas acastanhadas na pele sem sintomas, podendo acontecer simetricamente (nos dois lados da face). Deve ser considerado um distúrbio crônico, com tratamento e prevenção contínuos. Porém, existem casos onde o melasma desaparece após tratamento e controle adequados.

## Causas
O melasma é causado por vários factores, com destaque para características genéticas, alterações hormonais, tais como gravidez, uso de anticoncepcionais,sol, luz intensa, ou agressão entre outros. Contudo é fundamental a presença da radiação ultravioleta e, em menor intensidade, o infravermelho. Esta radiação é fornecida pelo sol e fontes de calor. A câmara de bronzeamento também é uma fonte.
O aumento na pigmentação decorre da hiperproliferação e/ou hiperfunção do melanócito, célula responsável pela produção do pigmento cutâneo (melanina). Ele não causa nenhum problema interno, mas assim como estrias, é queixa estética frequente na Dermatologia.
Existem três tipos de melasma: superficial, profundo e misto; sendo os dois últimos os mais difíceis de tratar.

## Prevenção
Evitar se expor muito ao Sol, e usar filtros solares são duas formas de proteção, principalmente para gestantes. O uso de maquiagens deve ser feito com cuidado, verificando se o produto não causa maior absorção de luz solar e aumento na pigmentação da pele nas áreas de aplicação da substância, principalmente em pessoas alérgicas e durante a gravidez.
O cloasma pode não ser permanente, desaparecendo gradualmente com o fim da gravidez sem nenhuma ação da gestante. Os tratamentos para acabar com as manchas podem resolver o problema de forma lenta e progressiva. O paciente pode optar também por um bronzeamento artificial.
Existem inúmeras formas de tratar o melasma, mas o sucesso depende do acompanhamento dermatológico regular e da conscientização do paciente nos fatores de prevenção. Durante a gravidez, o tratamento é mais suave, a fim de não prejudicar o feto.

## Tratamento
Existem diversas opções no manejo do melasma. Um médico Dermatologista irá saber indicar a melhor opção. Contudo, habitualmente é um tratamento prolongado. A pedra fundamental no sucesso é evitar a radiação solar e o uso frequente de um filtro solar de qualidade.
Pode desaparecer sozinho após alguns meses após a causa do problema hormonal cessar (por exemplo, após a gravidez). Cremes contendo uma combinação de tretinoína, hidroquinona, ácido cójico e ácido azelaico pode melhorar a aparência de melasma.